# Vinnie Jones
Vincent Peter "Vinnie" Jones, född 5 januari 1965 i Watford, Hertfordshire, är en brittisk skådespelare, producent, sångare och före detta elitfotbollsspelare.

## Fotbollskarriären
Jones började karriären i amatörklubben Wealdstone innan han blev professionell i Wimbledon 1986. På inrådan av dåvarande tränaren Dave Bassett tillbringade han sin första säsong i svenska IFK Holmsund, som det året vann sin div. 2-serie och avancerade till kvartsfinal i Svenska Cupen. Jones hann sedan med tre säsonger i Wimbledon och en seger i FA-cupen 1988. 
Han spelade sedermera i Leeds United, Sheffield United och Chelsea innan han 1992 återvände till Wimbledon. Jones spelade i Wimbledon fram till 1998, då han blev spelande tränare i Queens Park Rangers under en kort period. Under de två sejourerna i Wimbledon spelade Jones totalt 254 ligamatcher. Han spelade även nio landskamper för Wales, trots att han var född och uppvuxen i England. Detta kunde han göra efter att det framkommit att han hade walesiskt påbrå. 
Som fotbollsspelare var Jones känd som en av de mest hårdföra mittfältarna i engelska ligan. Under karriären blev han utvisad tolv gånger och en gång blev han varnad efter endast tre sekunders spel. En uppmärksammad incident var då han distraherade Paul Gascoigne genom att greppa dennes testiklar. Han var också presentatör i en omtalad video från 1992 titulerad Soccer's Hard Men. I den visades arkivmaterial av Vinnie Jones själv och flera andra "hårdföra" spelare och det ges även tips på hur "hårda män" kan bli "hårdare". The Football Association ansåg att videon misskrediterade själva spelet fotboll och tvingade Jones att betala 20 000 pund i böter.

## Filmkarriär
Jones drog sig tillbaka från fotbollen 1999 och inledde en framgångsrik skådespelarkarriär med medverkan i filmer som Lock, Stock and Two Smoking Barrels, Snatch, Gone in 60 Seconds, Mean Machine, Swordfish, Eurotrip och den japanska filmen Survive Style 5+. Han har också rollen som Juggernaut i filmen X-Men 3.

## Filmer (urval)
- 1999 – Lock Stock and Two Smoking Barrels
- 2000 – Gone in 60 Seconds
- 2000 – Snatch
- 2001 – Swordfish
- 2001 – Mean Machine
- 2004 – EuroTrip
- 2004 – The Big Bounce
- 2004 – Blast
- 2005 – Slipstream
- 2005 – På djupt vatten
- 2006 – X-Men: The Last Stand
- 2006 – She's the Man
- 2007 – The Condemned
- 2008 – The Midnight Meat Train
- 2008 – Hell Ride
- 2009 – Year One
- 2011 – Kill The Irishman
- 2011 – Blood Out
- 2012 – Freelancers
- 2013 – Escape Plan

## TV-serier (urval)
- Arrow, 2015-2018, 9 avsnitt som Danny "Brick" Brickwell
- The Gentlemen, 2024, 8 avsnitt som Geoff Seacombe
- Elementary, 2013, 6 avsnitt som Sebastian Moran